# Pipin Landenski
Pipin Landenski (francosko Pépin de Landen, nemško Pippin von Landen), znan tudi kot Pipin Starejši ali Pipin I., je bil frankovski majordom Avstrazije med vladavino merovinškega kralja Dagoberta I., od njegove smrti leta 639 do svoje smrti pa  majordom kralja Sigiberta III.,  * okoli 580, † 27. februar 640.

## Življenje
Po Fredergarjevi kroniki, glavnem viru podatkov o Pipinovem življenju, se je njegov oče imenoval Karlman. Priimek  Landenski je dobil verjetno po svojem rojstnem mestu Landen  v flandrijskem delu sedanje Belgije. Imeni Pipin I. in Pipin Starejši  se nanašata na njegov položaj v rodbini Pipinidov.  S poroko njegove hčerke Bege z Ansagiselom, sinom metzškega škofa Arnulfa, sta se združila velika klana Pipinidov in Arnulfingov, iz katerih se je kasneje rodila dinastija Karolingov. 
Pipin se je z nekaj plemiči iz Avstrazije in Burgundije leta 613 uprl regentki, kraljici Brunhildi, ki je vladala v imenu svojega pravnuka Sigiberta  II.. V skupini nezadovoljnežev, ki so prebegnili h kralju Nevstrije Klotarju II.,  sta bila po poleg Pipina in Arnulfa tudi Varnahar II. in Radon.  Slednja je Fredergar opisal kot najpremožnejša velikaša Avstrazije. Odpadniki so Klotarja priznali za zakonitega regenta in varuha mladoletnega kralja in mu obljubili, da ne bodo pomagali Brunhildi.  Klotar je kmalu zatem usmrtil Brunhildo,  Sigiberta  in njegovega brata Korbona in postal kralj združene merovinške Galije.  Po predhodnem sporazumu, sklenjenem v Adernahu (sedaj v nemškem Porenju), je novi kralj potrdil Rodona za majordoma Avstrazije, Barnaharja pa za majordoma Burgundije. Pipin je moral na svojo nagrado čakati do leta 623, ko je Klotar svojega mladoletnega sina Dagoberta III.  imenoval za kralja Avstrazije. Pipin je postal majordom Avstrazije, njegov stari zaveznik Arnulf pa glavni svetovalec mladega kralja. 
Pipina so njegovi sodobniki opisovali kot modrega svetovalca in dobrega državnega upravnika. Nekateri nasprotniki so proti njemu ščuvali kralja, vendar mu je uspelo obdržati se na položaju do leta 629.  Takrat je iz neznanega vzroka, morda po lastni volji ali na silo, odstopil s položaja majordoma in se umaknil na družinske posesti. 
Po Dagobertovi smrti leta 639 je v imenu Sigiberta  III.  ponovno prevzel položaj majordoma Avstrazije. Njegova glavna naloga je bila nadziranje delitve kraljeve zakladnice med Sigibertom  in njegovim bratom Klodvikom  II. . V njunem  imenu je v Nevstriji in Burgundiji vladala njuna mačeha Nantilda.  Sigibert  je svoj del dediščine zaradi prijateljstva med Pipinom in burgundskim majordomom  Egom dobil kmalu. Sigibertov  glavni svetovalec Kunibert Kölnski je  del zakladnice prevzel v Compiègneu in ga prenesel v Metz. 
Pipin in Ego sta kmalu zatem umrla. Pipin je bil tako priljubljen, da ga nekatere martiorologije uvrščajo med svetnike, čeprav ni bil nikoli kanonziran. Spomin nanj se preznuje 21. februarja.

## Družina
Pipin Landenski je imel s svojo ženo Ito štiri otroke: 
- Bego, poročeno z Ansigaselom in kasneje kanonizirano,
- Gertrudo, nuno v samostanu v Nivellesu, ki ga je ustanovila njena mati, tudi kanonizirana,
- Grimoalda, majordoma Avstrazije  (643—656) in
- Bavona (ali Alouina), puščavnika, ki je bil kasneje tudi kanoniziran.